# Prunet-et-Belpuig
Prunet-et-Belpuig (în catalană Prunet i Bellpuig) este o comună în departamentul Pyrénées-Orientales din sudul Franței. În 2009 avea o populație de 58 de locuitori.

## Evoluția populației
| An        | 1975 | 1982 | 1990 | 1999 | 2006 | 2009 |
| --------- | ---- | ---- | ---- | ---- | ---- | ---- |
| Populație | 36   | 37   | 52   | 68   | 59   | 58   |